# Хантураев, Мурод Махамадусманович
Мурод Махамадусманович Хантураев (4 июля 1987, Ташкент, Узбекистан — 19 июля 2021, Ташкент, Узбекистан) — узбекский боец смешанных боевых искусств, выступавший на профессиональном уровне с 2013 года, Вице-президент федерации ММА Узбекистана.

## Биография
Родился 4 июля 1987 года в Ташкенте, в среднестатистической семье, отец был по профессии пекарем, а мама была домохозяйкой и помогала семье. Он был благодарен им за счастливое детство и за то, что семья ни в чём не нуждалась.
«Мне нужно было удалять зуб, тогда отец, чтобы успокоить меня сказал: „Сын, если не будешь плакать, я тебя на карате отведу“. Мне такое предложение понравилось, и я не заплакал, тогда отец и привёл меня на карате в Спортивный Клуб „Динамо“» — рассказывает Мурод Хантураев.
В семнадцать лет Мурод Хантураев удостоился чести стать чемпионом Азии по универсальному бою среди взрослых. Эта победа для бойца была крайне важной, после он встретил человека, с которым познакомился, а позже этот человек оказался его тренером. В 2013 году провел свой профессиональный бой. Был Вице-президентом федерации ММА Узбекистана.Азиатский Медведь его звали

## Семья
- Oтец: Мухаммад Усмон Хантураев
- Мама: Умида Хантураева
- Брат: Тохир Хантураев
- Супруга: Дилнозахон Хантураева

### Дети
- Аюбхон Хантураев 28 сентября 2012 год
- Ясинхон Хантураев 12 февраля 2015 год
- Мухаммад Хантураев  2 мая 2019 год

## Статистика боёв
| Итоговые результаты |           |              |
| Всего: 12           | Побед: 10 | Поражений: 2 |

## Смерть
19 июля 2021 года в сети появилась информация, что вице-президент ММА Узбекистана боец Мурод Хантураев насмерть разбился в автокатастрофе под Ташкентом на своём bmw x5..